# Toxomerus occidentalis
Toxomerus occidentalis är en tvåvingeart som beskrevs av Charles Howard Curran 1922. Toxomerus occidentalis ingår i släktet Toxomerus och familjen blomflugor. Inga underarter finns listade i Catalogue of Life.

## Bildgalleri

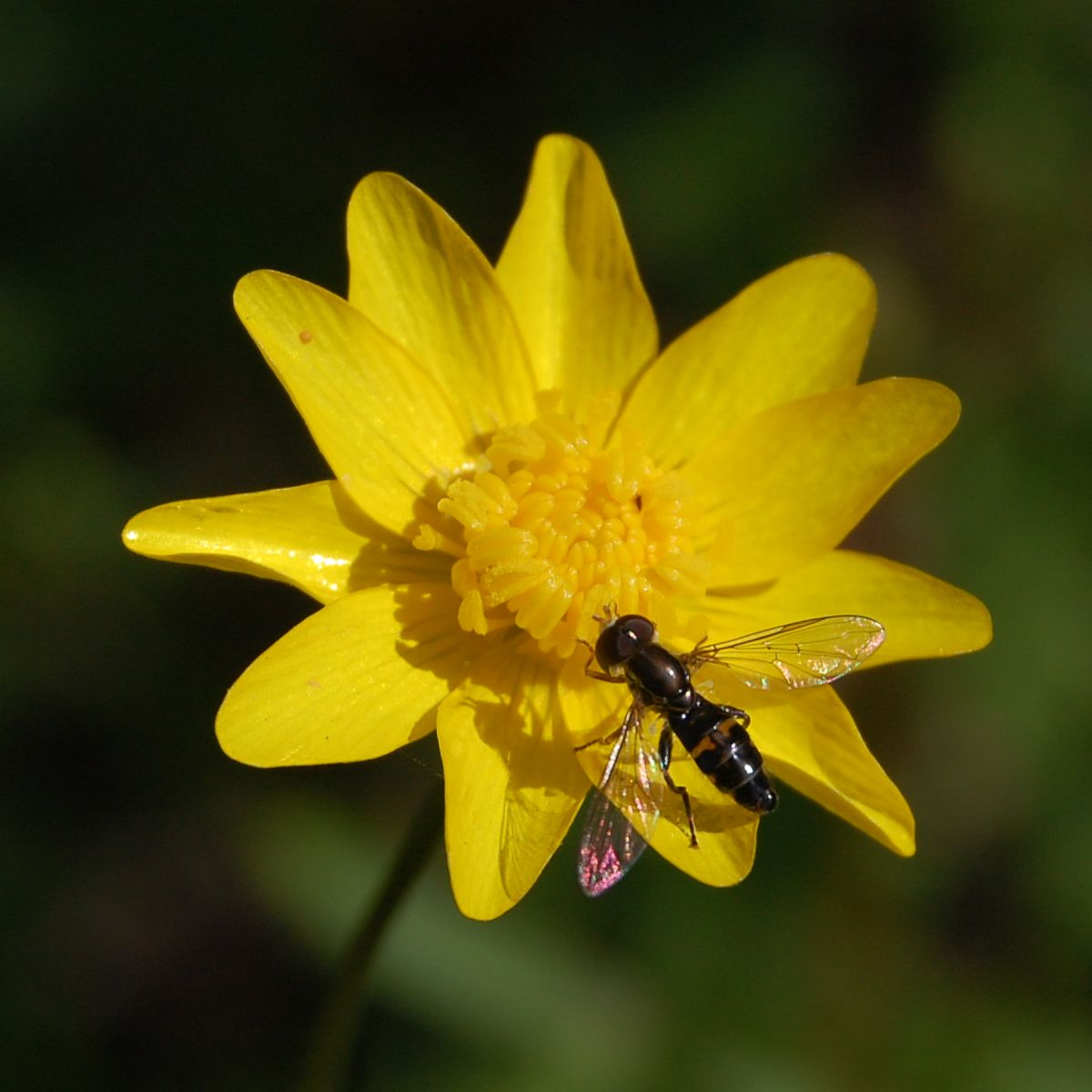
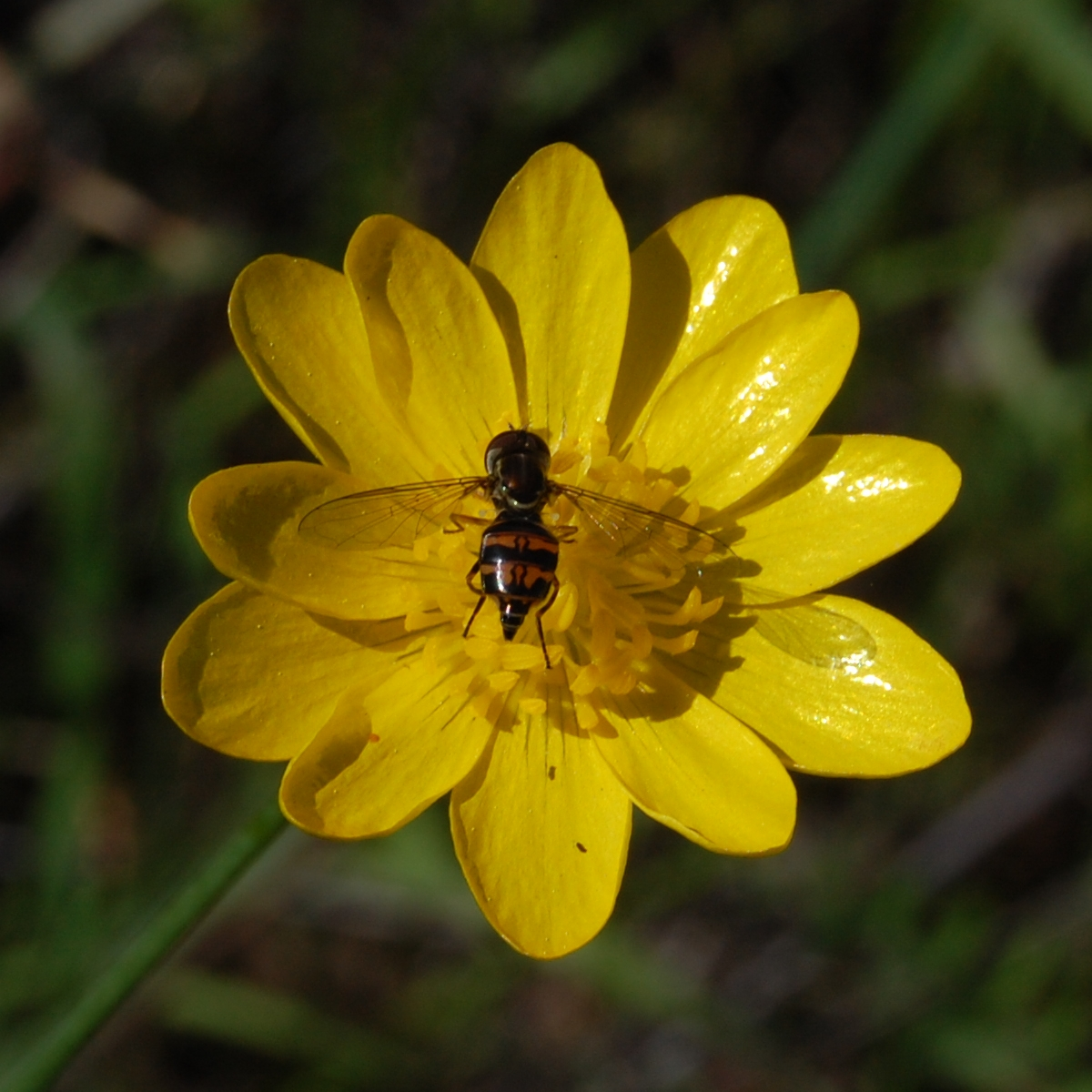
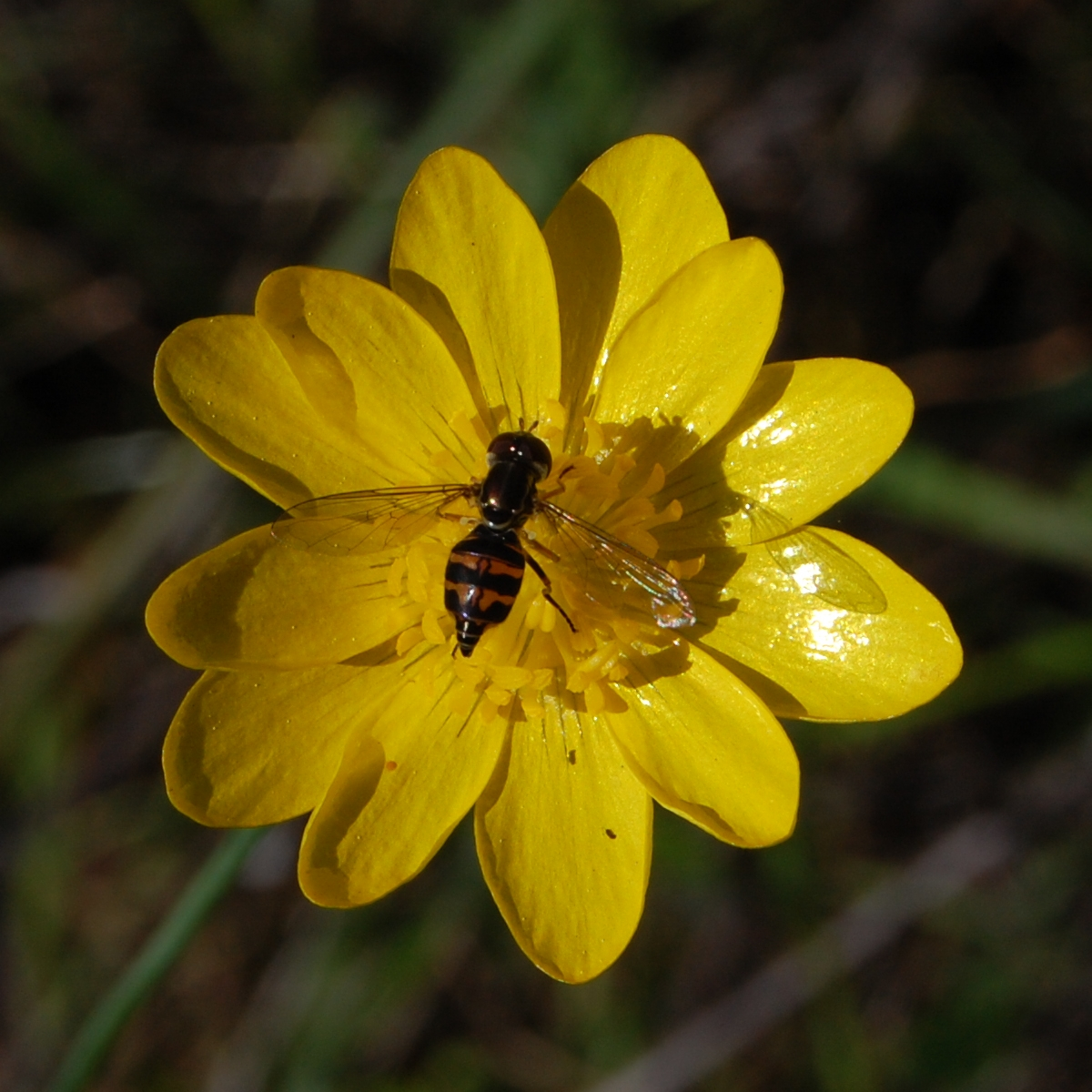